# Bastards (album de Björk)
Pour les articles homonymes, voir Bastards.
Albums de Björk
Biophilia
(2011)
Bastards est un album de remix de l'artiste islandaise Björk. Cet album contient 13 pistes de remix de diverses chansons de son précédent album, Biophilia. La sortie de cet album était prévue le 19 novembre 2012.

## Liste des pistes
| No  | Titre                                                                 | Durée |
| --- | --------------------------------------------------------------------- | ----- |
| 1.  | Crystalline (Omar Souleyman Remix)                                    | 6:41  |
| 2.  | Virus (Hudson Mohawke "Peaches and Guacamol" Rework)                  | 4:51  |
| 3.  | Sacrifice (Death Grips Remix)                                         | 4:20  |
| 4.  | Sacrifice Reprise (Matthew Herbert "Pins And Needles" Mix)            | 0:37  |
| 5.  | Mutual Core (These New Puritans Remix featuring Solomon Islands Song) | 3:54  |
| 6.  | Hollow (16-bit Remix)                                                 | 7:03  |
| 7.  | Mutual Core (Matthew Herbert "Teutonic Plates" Mix)                   | 5:10  |
| 8.  | Thunderbolt (Death Grips Remix)                                       | 5:09  |
| 9.  | Dark Matter (Alva Noto Remodel)                                       | 5:48  |
| 10. | Thunderbolt (Omar Souleyman Remix)                                    | 7:25  |
| 11. | Solstice (Current Value Remix)                                        | 6:33  |
| 12. | Moon (The Slips (en) Remix)                                           | 6:07  |
| 13. | Crystalline (Matthew Herbert Remix)                                   | 5:18  |